# NTFS-3G
NTFS-3G je open source a volně dostupný ovladač souborového systému NTFS určený pro zápis i čtení. NTFS-3G je dostupný pro operační systém Linux, macOS, FreeBSD, NetBSD, MINIX 3, BeOS a Haiku. Program má dvojí licencování GNU General Public License a proprietární. NTFS-3G byl představen programátorem Szabolcsem Szakacsitsem v červenci 2006. První stabilní verze 1.0 byla vydána 21. února 2007.

## Výhody
Na rozdíl od jiných ovladačů NTFS v Linuxu, jako např. ten v Linuxovém jádru, podporuje NTFS-3G více operačních systémů a umožňuje: vytvořit soubor libovolné velikosti, upravovat ho, přejmenovat, přesunout nebo smazat z oddílu NTFS, včetně komprimovaných a šifrovaných souborů. Je také dostupná experimentální modifikace na úpravu přístupových práv. Oddíly NTFS jsou mountovány pomocí Filesystem in Userspace (FUSE).

## Výkon
Nedávné srovnávací testy ukázaly, že různé ovladače a souborové systémy jsou jen málo odlišné ve výkonu:
- (anglicky) Porovnání výkonu JFS, XFS, NTFS-3G a ZFS-FUSE
- (anglicky) Srovnávací testy 10 souborových systémů

Přesto bylo řečeno, že NTFS-3G ještě není optimalizován na výkon a že hlavní zaměření vývojářů NTFS-3G bude dále na ještě větší spolehlivost a implementování chybějících POSIX funkcionalit.